# サボー・イシュトヴァーン
サボー・イシュトヴァーン（Szabó István [ˈsɒboːˌiʃtvɑ̈ːn], 1938年2月18日 - ）は、ハンガリー・ブダペスト出身の映画監督。日本では英語を基にイシュトヴァン・サボー等の表記も見受けられる。

## 略歴
1959年に短編『A Hetedik Napon（七日目）』で映画監督としてデビューし、1963年には『Te（あなた）』が第16回カンヌ国際映画祭の特別短編賞を受賞。翌年の1964年に自身初となる長編映画『Álmodozások Kora（幻想の時代）』を製作。俳優としても出演した1966年の監督作品『Apa（父）』は、1967年の第5回モスクワ国際映画祭で最優秀作品賞を受賞した。
1977年に『Budapesti Mesék（ブダペストの物語）』で初めてカンヌ国際映画祭のコンペティション部門への出品を果たすと、1980年には『コンフィデンス/信頼』で第30回ベルリン国際映画祭で監督賞を受賞。また、この作品は第53回アカデミー賞で外国語映画賞にノミネートされている。
翌年の1981年には『メフィスト』が第34回カンヌ国際映画祭で脚本賞と国際映画批評家連盟賞を受賞し、2年連続の外国語映画賞へのノミネートとなった第54回アカデミー賞で同賞受賞も果たしている。
1985年には『連隊長レドル』が第38回カンヌ国際映画祭で審査員賞を受賞し、第58回アカデミー賞、第43回ゴールデングローブ賞、第39回英国アカデミー賞でそれぞれ外国語映画賞にノミネートされ、英国アカデミー賞において同賞を受賞した。
1988年の『ハヌッセン』も第41回カンヌ国際映画祭のコンペティション部門、第61回アカデミー賞、第46回ゴールデングローブ賞や1989年の第5回インディペンデント・スピリット賞の外国語映画賞にノミネートされた。
1992年には『Édes Emma, Drága Böbe - Vazlatok, Aktok（可愛いエンマ、愛しのベベ、スケッチ、ヌード）』が第42回ベルリン国際映画祭で審査員特別賞、第5回ヨーロッパ映画賞で脚本賞を受賞した。
1999年にはオーストリア、ドイツ、カナダ、ハンガリー合作の『太陽の雫』を手がけ、第58回ゴールデングローブ賞でドラマ部門の作品賞、監督賞、音楽賞にノミネートされた。第12回ヨーロッパ映画賞では作品賞など4部門にノミネートされ、2度目となる脚本賞をイスラエル・ホロヴィッツとともに受賞し、レイフ・ファインズに男優賞を、コルタイ・ラヨシュに撮影賞をもたらした。また、カナダのジニー賞でも作品賞を受賞した。
2006年、1956年のハンガリー動乱の後に共産主義政権のスパイとして、仲間の監督や俳優に関するレポートを書いていたことが報道された。

## 主な監督作品
- コンフィデンス/信頼 Bizalom （1980）
- メフィスト Mephisto （1981）
- 連隊長レドル Colonel Redl （1985）
- ハヌッセン Hanussen （1988）
- ミーティング・ヴィーナス Meeting Venus （1991）
- 太陽の雫 Sunshine （1999）
- テイキング・サイド Taking Sides （2001）
- 10ミニッツ・オールダー イデアの森 Ten Minutes Older: The Cello （2002）
- 華麗なる恋の舞台で Being Julia （2004）
- エメランスの扉 The door （2012）